# Jurriaan François de Friderici
Jurriaan François de Friderici (Cabo da Boa Esperança, 7 de dezembro de 1751 – Paramaribo, 11 de outubro de 1812) foi um militar e administrador colonial neerlandês.
Serviu como governador-geral do Suriname de 1792 a 1802. Friderici foi considerado um dos plantadores mais ativos e progressistas da colônia. Demonstrou preocupação com os portadores de lepra, fundando uma biblioteca e promovendo iniciativas sociais. No entanto, também teve atuação militar significativa, participando de expedições punitivas contra os marrons, especialmente em Forte Boekoe.

## Primeiros anos
Jurriaan nasceu em 1751, filho de Joachim de Friderici, um oficial militar originário de Schwerin, no Sacro Império Romano-Germânico, e de Geertruyd van den Heever, nascida no Cabo. Seu pai havia chegado à África do Sul como militar a serviço da Companhia Neerlandesa das Índias Orientais, vindo a se casar com Geertruyd durante o tempo em que servia na colônia. Cerca de dez anos após o nascimento de Jurriaan, Joachim ingressou como alferes (vaandrig, o posto mais baixo de oficial) no serviço da Sociedade do Suriname.

### Suriname
Em novembro de 1762, a família de Friderici chegou a Paramaribo. Foram recebidos pela irmã de Geertruyd e seu marido, o alferes Christian Friedrich de Sydow, também a serviço da Sociedade.
Assim como o pai, os dois filhos mais velhos da família Friderici seguiram a carreira militar. Já aos 11 anos, Jurriaan François e seu irmão Joachim Simon, então com apenas 9 anos, foram aceitos como cadetes na milícia local. No entanto, seus pais aparentemente não resistiram bem ao clima tropical: ambos faleceram com poucos dias de diferença no final de julho de 1763. A tutela dos órfãos foi assumida pelo tio Von Sydow e pelo então governador Wigbold Crommelin. Os dois irmãos mais novos foram acolhidos pela família Von Sydow, enquanto Jurriaan passou à guarda da família do governador. Crommelin renunciou ao cargo por motivos de saúde em 1768 e viajou com sua família de volta aos Países Baixos em maio de 1770. Antes da partida, Jurriaan, apoiado pelo tio, tentou fazer valer uma promessa de casamento feita pela filha de 25 anos do ex-governador, Geertruida Elisabeth, a ele, então com 19 anos. No entanto, o pai dela se opôs e a união não ocorreu.

### Carreira militar

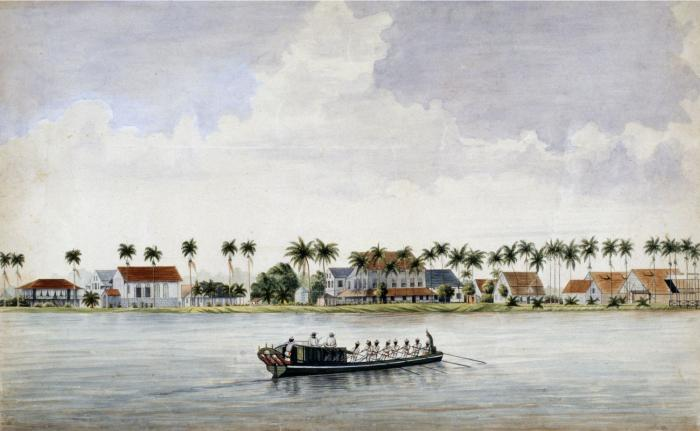
Plantção Catharina Sophia, onde Friderici adquiriu 1500 akker (1 akker = aprox. 0,43 ha) de terra em 1797.

Em outubro de 1768, ainda por recomendação de Crommelin, Jurriaan foi promovido a alferes pela Sociedade do Suriname. Durante a revolta de escravizados nos rios Commewijne e Cottica, na qual o militar John Gabriel Stedman participou com uma tropa de apoio vinda dos Países Baixos em 1773, Jurriaan rapidamente ascendeu na hierarquia militar. Como oficial comandante, liderou um corpo com cerca de 300 homens — todos antigos escravizados comprados pelo governo colonial de seus proprietários. Esse grupo, conhecido como "Corpo Livre" ou "Corpo dos Caçadores Negros", foi empregado em ações contra insurgentes.
Em setembro de 1772, ainda como tenente, Friderici obteve êxito em uma ofensiva contra o vilarejo e fortificação dos marrons, chamado Buku, em uma região pantanosa ao norte do Cottica.
Pelos feitos, recebeu diversas homenagens, incluindo um sabre de prata gravado, um fuzil e um par de pistolas com acabamento em prata, além da promoção a capitão-tenente. Após a reorganização do "Corpo dos Caçadores Negros", Friderici foi nomeado seu comandante em 1781, com o posto de major.
No ano seguinte, casou-se em Paramaribo com Catharina Sophia Bake, viúva de H. J. A. de Vries. Em 1797, ele fundou uma plantação de cana-de-açúcar às margens do rio Saramacca, batizando-a de Catharina Sophia em homenagem à esposa.

### Governador
Após ser promovido a coronel em 1790, Jurriaan de Friderici passou a integrar o Raad van Politie (Conselho Político) e assumiu interinamente o governo do Suriname em 16 de junho do mesmo ano. Sua nomeação oficial como governador-geral ocorreu em 24 de agosto de 1792. Na história colonial do Suriname, poucos governadores ostentaram também o título de general.
Logo após sua nomeação, Friderici demonstrou reconhecimento aos soldados afro-surinameses que haviam servido sob seu comando, concedendo a vários deles parcelas de terra para aposentadoria — frequentemente extraídas de suas próprias propriedades.
Em 1795, a Revolução Batava levou à deposição do estatuder Guilherme V, Príncipe de Orange, que se refugiou no Reino Unido. No mesmo ano, uma revolta de escravizados em Caiena, na Guiana Francesa, gerou temor de que os ideais da Revolução Francesa — liberdade, igualdade e fraternidade — se espalhassem pelo Suriname. Com a dissolução da Sociedade do Suriname, o controle da colônia passou a um comitê sob influência batava. Friderici, orangista convicto, respondeu com medidas autoritárias: proibiu organizações ligadas a direitos humanos e impôs censura à imprensa. A tensão aumentou quando a imprensa neerlandesa e francesa divulgou uma carta secreta enviada por Guilherme V a Friderici, datada de 7 de fevereiro de 1795, instruindo-o a aceitar tropas britânicas na colônia em nome de Sua Majestade:
"(...) admitidas na Colônia do Suriname as tropas que forem enviadas por Sua Majestade Britânica (...). Seu amigo benevolente, W. Pr. de Orange".
Em 1798, sete oficiais franceses exilados na Guiana Francesa — entre eles o general Jean-Charles Pichegru — conseguiram fugir e chegaram a Paramaribo. Friderici permitiu que embarcassem para a América do Norte. Quando o governo francês exigiu sua extradição, Friderici respondeu que os homens já haviam partido e que não os encontrava mais na colônia.
Em 13 de agosto de 1799, uma frota britânica sob comando do almirante Lord Hugh Seymour chegou à costa do Suriname. Considerando inútil qualquer resistência, Friderici optou pela negociação e entregou pacificamente a colônia no dia 22 de agosto. Jurou fidelidade ao rei Jorge III do Reino Unido e foi mantido no cargo de governador sob o protetorado britânico. Durante esse período, a colônia agrícola passou por um breve renascimento: Friderici incentivou a concessão de terras nas regiões costeiras de Nickerie e Coronie. Colonos experientes, principalmente ingleses e escoceses oriundos da Granada e de outras colônias britânicas no Caribe, estabeleceram novas plantações nessas áreas.
Com o Tratado de Amiens, assinado em 1802 entre França e Reino-Unido, o Suriname foi formalmente devolvido à República Batava. Em 5 de julho do mesmo ano, Friderici foi exonerado de seu cargo pelas autoridades batavas.

### Proprietário de plantações
Após sua exoneração, Friderici decidiu permanecer no Suriname, onde possuía 13 plantações em Paramaribo. Faleceu em Paramaribo em 11 de outubro de 1812, aos 60 anos de idade. Foi sepultado no cemitério Nieuwe Oranjetuin, que ainda existe na capital. Seus descendentes viveram no Suriname até 1903.

### Memorial

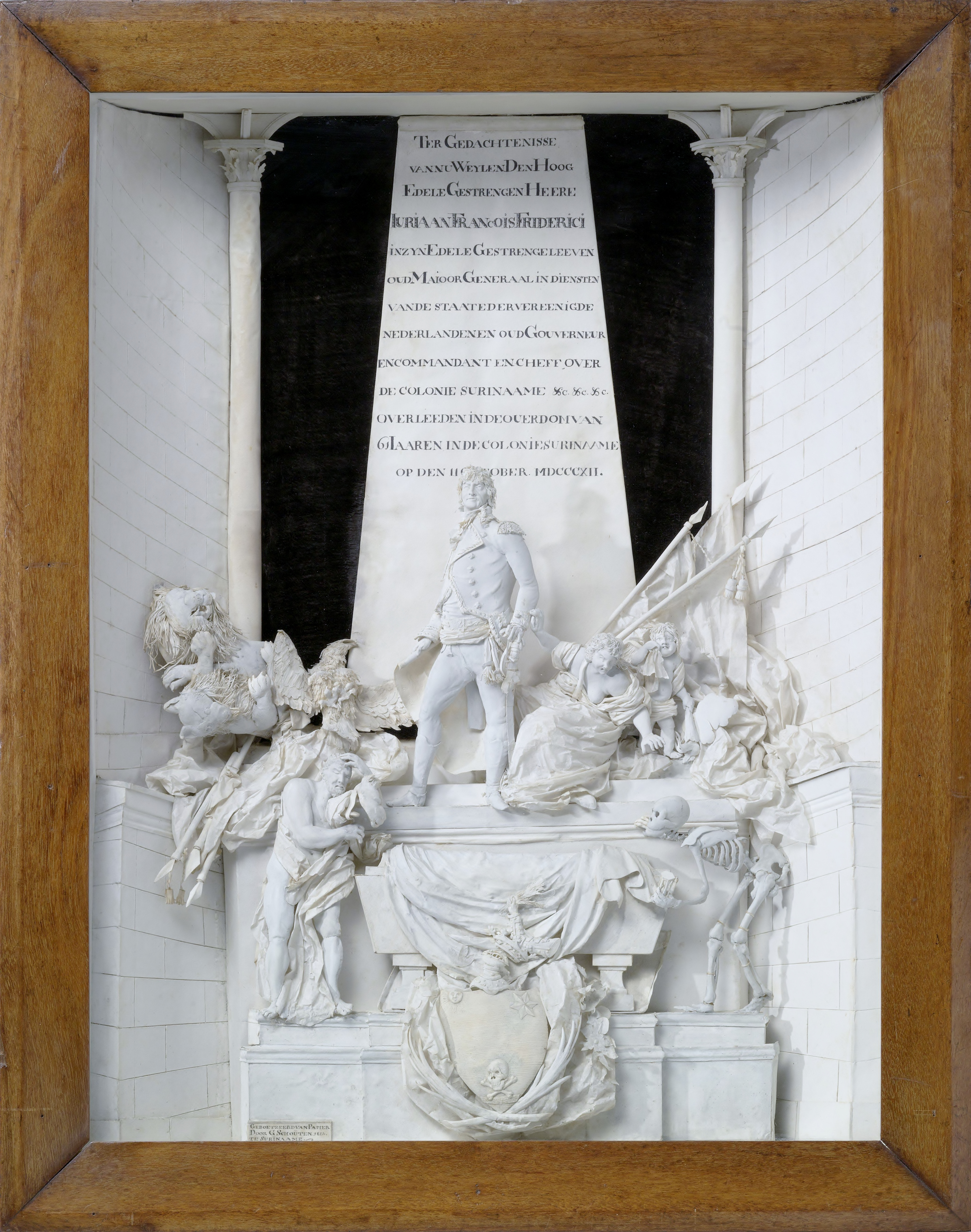
Modelo do memorial a Friderici, 1812.

Durante o segundo domínio britânico (1804–1816), foi construída a igreja com cúpula da Igreja Reformada Neerlandesa em Paramaribo. Em sua homenagem, foi erguido um monumento de mármore branco por Gerrit Schouten.
A inscrição no memorial pode ser traduzida como:
“Em memória do falecido senhor Juriaan François Friderici, general de divisão das Províncias Unidas dos Países Baixos, ex-governador, comandante e chefe da colônia do Suriname, falecido aos 61 anos, em 11 de outubro de 1812.”
O monumento e a igreja foram destruídos no Grande Incêndio de Paramaribo de 1821.